# Partamona mulata
Partamona mulata är en biart som beskrevs av Jesus Santiago Moure 1980. Partamona mulata ingår i släktet Partamona och familjen långtungebin. Inga underarter finns listade i Catalogue of Life.